# École supérieure de conservation et restauration des biens culturels de Galice
L' École supérieure de conservation et de restauration du patrimoine culturel de Galice (ESCRBBCCG) est une école supérieure espagnole du ministère de la Culture et de l'Éducation de la Xunta de Galice. Elle a son siège à Pontevedra (Espagne), dans l'ancienne caserne Saint-Ferdinand, dans le même bâtiment que la Faculté des Beaux-Arts.
C'est la seule école supérieure de conservation et restauration du patrimoine en Galice et le nord-ouest de l'Espagne et est la deuxième plus ancienne école de conservation et de restauration du patrimoine en Espagne,,.

## Localisation
L'édifice est situé 1, Rue General Martitegui à Pontevedra.

## Historique
L'école propose des études supérieures en conservation et restauration du patrimoine depuis le 12 janvier 1992. La création de l'école supérieure de la conservation et restauration du patrimoine et des biens culturels à Pontevedra remonte à 1991 avec le décret 352/1991, du 17 octobre (Journal officiel de Galice du 24 octobre),.
Entre décembre 1994 et janvier 1995, la rénovation de l'ancienne caserne Saint-Ferdinand a été achevée pour accueillir l'école galicienne de conservation et de restauration du patrimoine culturel. En 1995, l'école a emménagé dans le bâtiment.

## Formations
L'école délivre le diplôme supérieur en conservation et restauration du patrimoine et des biens culturels. Les études ont une durée de quatre ans, soit les deux premières années communes et les deux dernières années de spécialité. Les trois spécialités proposées dans cet établissement sont la conservation-restauration des biens sculpturaux, la conservation-restauration des biens picturaux et la conservation-restauration des biens archéologiques,.
Les deux premières années d'études se concentrent sur les techniques de conservation et de restauration, avec une étude de la biologie, de la physique et de la chimie liées à la restauration et à l'histoire de l'art. Dans les deux années finales, il y a une spécialisation selon l'option choisie, dans laquelle la technique et la théorie de chaque section sont étudiées en profondeur.

### L'admission des restaurateurs du patrimoine
L'école est publique et exige un diplôme de fin d'études secondaires et un examen d'entrée spécifique. L'examen se compose de deux parties : une analyse textuelle (liée aux matières de l'école) et un examen d'art plastique (par exemple, qu'une couleur soit dégradée en trois phases en utilisant le blanc).

## Installations
Le grand bâtiment de l'école est l'ancienne caserne néoclassique Saint Ferdinand, conçue par l'architecte Bonifacio Menéndez Conde, construite entre 1906 et 1909 et rénovée en 1994 par l'architecte César Portela Fernández-Jardón pour devenir le siège de l'école supérieure et abriter les études de restauration et conservation du patrimoine de Galice.
Concernant les ressources documentaires, la bibliothèque de l'établissement compte plus de 9000 volumes, dont près de 6000 ont été donnés en juillet 2020 par les héritiers du médecin Manuel Carballal Lugrís, résidant à Pontevedra.

## Galerie

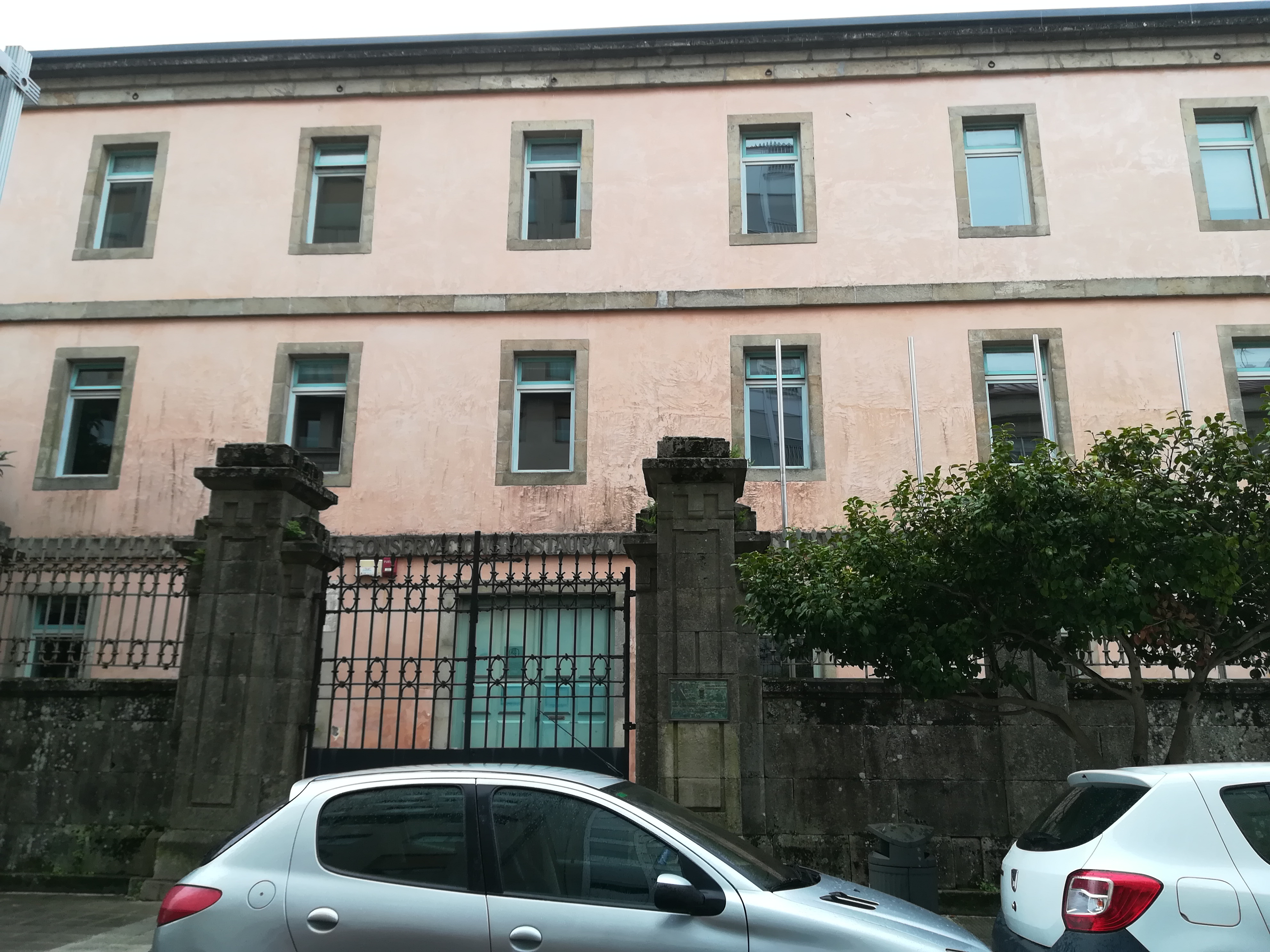
Entrée de l'École
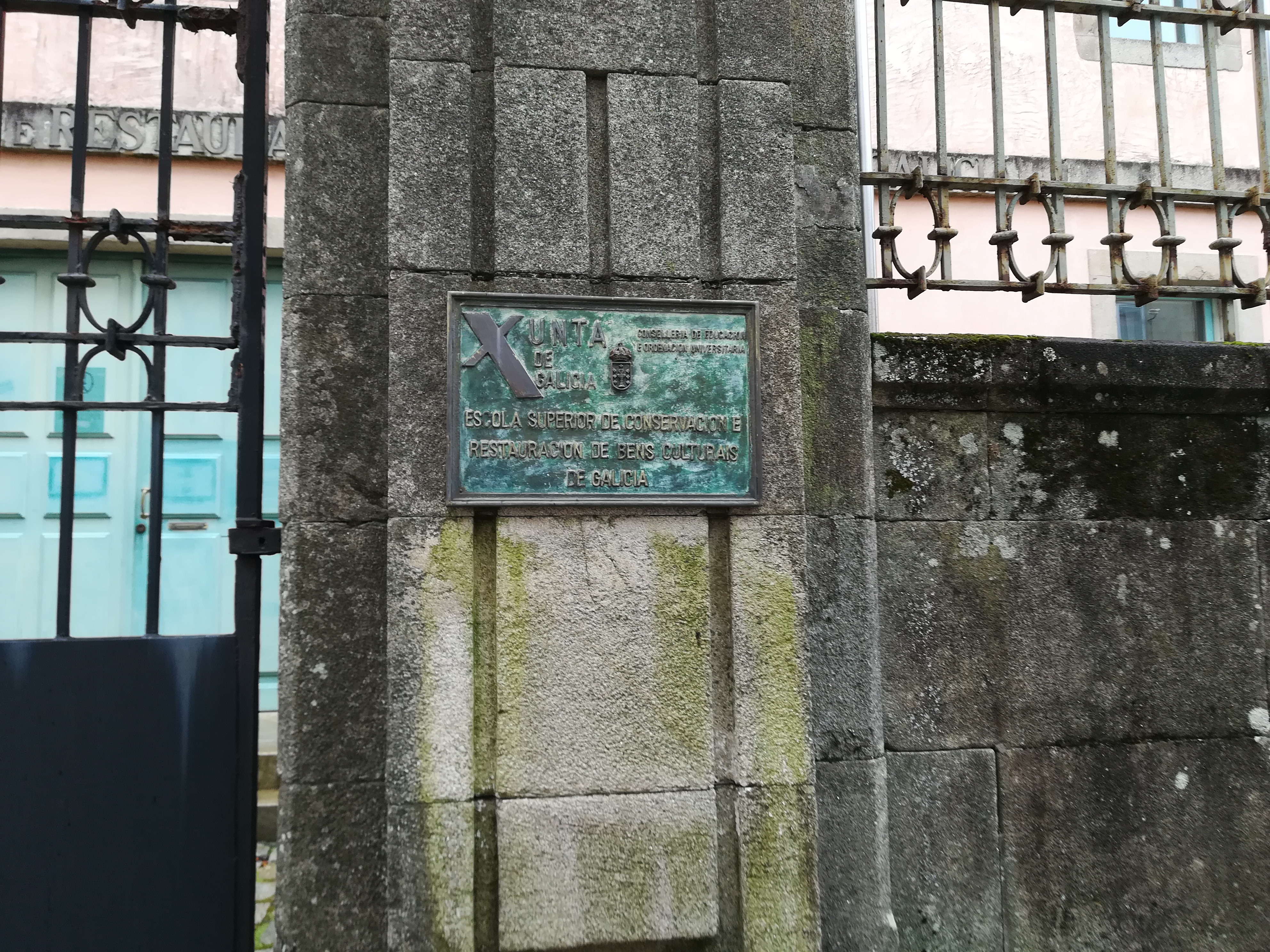
Plaque portant le nom de l'école

## Voir également